# Powstanie w Beludżystanie
Powstanie w Beludżystanie – konflikt pomiędzy rządami Iranu i Pakistanu a beludżyjskimi rebeliantami, trwający w latach 1948, 1958–1959, 1963–1967, 1972–1977 i z niską intensywnością od 2003 roku.
Konflikt ma miejsce na terenie bogatym w zasoby naturalne w historycznej krainie Beludżystan – w prowincji Beludżystan należącej do Pakistanu i ostanie Sistan i Beludżystan należącym do Iranu. Powstanie toczy się z różną intensywnością od 1948 roku (tj. od upadku Kalatu); ostatnio wzrost intensywności konfliktu odnotowano po protestach w Iranie w 2022 roku. Siły powstańcze są zróżnicowane, tworzą je zarówno zwolennicy szerszej autonomii Beludżystanu jak i pełnej niepodległości (największą grupę tworzą bojownicy Armii Wyzwolenia Beludżystanu); powstańców wspierają radyklane ugrupowania islamskie jak Jundallah oraz ugrupowania powiązane z Talibanem.  